# Melaloncha mexicana
Melaloncha mexicana är en tvåvingeart som beskrevs av Borgmeier 1971. Melaloncha mexicana ingår i släktet Melaloncha och familjen puckelflugor. Inga underarter finns listade i Catalogue of Life.